# Angerona unicolor
Angerona unicolor là một loài bướm đêm trong họ Geometridae.